# Henry M. Morris
Henry Madison Morris (* 6. Oktober 1918 in Dallas, Texas; † 25. Februar 2006 in San Diego, Kalifornien) war ein US-amerikanischer Junge-Erde-Kreationist, Apologet und Wasserbauingenieur. Er gilt als Vater der „Schöpfungswissenschaft“.

## Leben
Morris wuchs im Texas der 1920er und 1930er Jahre auf. Nach eigenen Angaben war er als Jugendlicher religiös gleichgültig. 1939 schloss Morris ein Studium des Bauingenieurwesens an der Rice University mit dem Grad des Bachelors ab. Nach eigenen Angaben wurde er kurz darauf religiöser Christ und übernahm die Ansicht der biblischen Unfehlbarkeit.
Am 24. Januar 1940 heiratete er Mary Louise, aus der Ehe gingen sechs Kinder hervor. Bis 1942 arbeitete er als Wasserbauingenieur für die International Boundary and Water Commission in El Paso, Texas. Er kehrte danach zur Rice University zurück und unterrichtete dort bis 1946 Wasserbauwesen. Von 1946 bis 1951 arbeitete er an der University of Minnesota, wo er 1948 einen Master in Hydraulik und 1950 einen PhD in Wasserbauwesen erwarb. (Seine Nebenfächer waren Geologie und Mathematik.) 1951 wurde er Professor und Leiter des Bauingenieurwesens an der University of Louisiana at Lafayette. Von 1956 bis 1957 war er Professor für angewandte Wissenschaften an der Southern Illinois University. Anschließend war er Professor für Wasserbau und Vorsitzender des Dekanats für Bauingenieurwesen an der Virginia Polytechnic Institute and State University.
Morris starb am Morgen des 25. Februars 2006 an den Folgen eines Schlaganfalls.

## Werk
1961 schrieb er zusammen mit dem Theologen John C. Whitcomb das Buch The Genesis Flood (deutsche Ausgabe: Die Sintflut), das die Konzepte der „Schöpfungswissenschaft“ und der Flutgeologie bekannt machte. Die Flutgeologie geht davon aus, dass die Erde, wie in der Bibel beschrieben wurde, während der Sintflut wirklich komplett überflutet gewesen sei. Dieses Buch hatte großen Einfluss auf die Entwicklung des Kreationismus in den USA. Morris gilt daher als Vater der kreationistischen „Schöpfungswissenschaft“.
In diesem Buch schrieb er, dass seine Ansichten stark von George McCready Price beeinflusst waren. Price war ein adventistischer Lehrer, der Anfang des 20. Jahrhunderts das Konzept der Schöpfung gegen die Evolutionstheorie verteidigte. 
1963 gründete Morris zusammen mit neun Gleichgesinnten die Creation Research Society. 1970 gründete er das Institute for Creation Research (ICR). Nachdem Morris in den Ruhestand trat, übernahm sein Sohn John D. Morris (geb. 1946) die Präsidentschaft des ICR.
Neben dem Großteil seines Werks, das sich mit der „Schöpfungswissenschaft“ und Fragen der Evolution befasst, schrieb er auch die Bücher Many Infallible Proofs und The Bible Has The Answer, die allgemein christlich-apologetische Themen behandeln.